# スーザン・アーン・カディ
スーザン・アーン・カディ（Susan Ahn Cuddy、安繡山、안수산）は、アメリカ合衆国の軍人。アメリカ海軍で最初の女性砲術将校。父は独立運動家の安昌浩、兄は俳優のフィリップ・アーン。

## 生涯
1915年1月16日、カリフォルニア州ロサンゼルスで安昌浩と李恵錬の長女として生まれる。父の安昌浩がアメリカに渡ったのは教育体系を学んで祖国再建の役立てようとしたためであった。しかしアメリカ本土の韓国人の生活環境が劣悪であったことから、当初の目的は保留にし、生活環境を改善するために活動した。安昌浩は韓国人社会の問題解決と独立運動で家を留守にしていることが多く、そのため残された家族は経済的困難の中で生活するしかなかった。後のインタビューで「父は偉大な人物だったかもしれないが、父親としては惜しい点があった」と話している。
安昌浩は1926年3月に上海に渡ったが、それから二度と家族と再会することはなかった。残された家族は、果物を販売する露天商を営んだ。母が他の人々の家事を続けながら、長男フィリップと共に果物店で働き、アーンと妹スーラも放課後と週末は母を手伝った。アーンの幼少期、アメリカ在住の韓国人は1つの家族のようで、すべての韓国系二世は兄弟姉妹のように過ごしており、アーンは兄弟を除くとその中で年長者であった。
活発で体力があり、小さい頃から野球が好きでよく遊んでおり、高校時代にはフィールドホッケーやソフトボール、ロサンゼルス市立大学では野球選手として活躍した。
1942年、サンディエゴ州立大学を卒業した後、海軍婦人義勇部隊（WAVES）の将校訓練プログラムに志願したが東洋人という理由で断られたが、再度応募して同年12月に下士官として海軍に入った。アイオワ州シーダーフォールズに開設された中央新兵訓練所で5週間の訓練課程を受けたWAVESの最初のグループの一員となった。さらにジョージア州の訓練プログラムに派遣され、初期のフライトシミュレーターの取り扱い方について学び、リンクトレーナーとして未来のパイロット達を指導した。一時的に機上射手インストラクターに転属し、航空機乗組員が動く標的を狙う訓練を助けた。アーンの仕事を評価した士官から士官訓練を受けることを勧められ、1943年夏にマサチューセッツ州ノーサンプトンにあるスミス大学で90日間の訓練コースに参加し、同年秋にWAVES士官となった。機上射手教官の経験があったことから、海軍はアーンをテストケースとして活用し、1943年11月、フロリダ州ペンサコーラの砲術学校に送られ、様々な兵器の訓練を受けた。卒業して米海軍で最初の女性砲術将校となった。1944年1月、アトランティックシティ海軍航空基地に派遣され、海軍飛行士に50口径機関銃の射撃方法を訓練した。中尉となった頃に韓国語が話せることから、海軍情報局でエリート暗号解読者達と働くようになった。しかし当初は人種から疑惑を抱かれ、上司の1人はアーンを機密文書に近づけさせなかった。最終的に実力を示し、情報局はアーンをアメリカ議会図書館との連絡係に選んだ。
1946年、軍を退役。
1947年、アメリカ国家安全保障局に勤務。暗号解読者と情報アナリストになるための道を突き進んだ。冷戦時代はロシア部門で働く300人の言語学者と専門家を監督した。
1947年4月25日、アイルランド系アメリカ人のフランシス・カディ（Francis Cuddy）と結婚。当時はほとんどの州で人種間結婚禁止法が有効な時代であった。
1959年に国家安全保障局を退職し、ロサンゼルスに戻って「ピルアンのムーンゲイト（Phil Ahn's Moongate）」と呼ばれるレストランで兄弟と一緒に働いた。レストランには兄の友人であるフランク・シナトラやマーロン・ブランドなどのハリウッドスターが訪れていたが、韓国系のコミュニティの場でもあり、アーンは父の書類や記念品の収集整理を始め、韓国政府にそれらを寄付した。
2015年6月24日、ロサンゼルス近郊の自宅で死去。前日には大学生にプレゼンテーションを行っていた。

## 参考
- 박현순 (2019). “코리안 아메리칸 안수산의 삶과 젠더 유산”. 여성과 역사 (한국여성사학회) 31:  283-321.
- 장경호 (2020). “제2차 세계대전시기 미군에 종군한 북미한인2세 연구 -신한민보의 「청년 용사록」을 중심으로-”. 한국독립운동사연구 (한국독립운동사연구소) 69:  189-242.
- “Mother Didn't Speak to Me for Five Years…” (英語).   Audrey Magazine. 2008年1月14日時点のオリジナルよりアーカイブ。2020年4月16日閲覧。
- “Susan Ahn Cuddy - A True Role Model” (英語). 2020年4月16日閲覧。
- “Navy Lt. Susan Ahn Cuddy Carved the Path for Asian American Women”.   U.S. DEPARTMENT OF DEFENSE. 2021年4月30日時点のオリジナルよりアーカイブ。2025年4月16日閲覧。